# Linh lăng nhỏ
Linh lăng nhỏ (danh pháp hai phần: Medicago minima) là một loài thực vật trong chi Medicago. Nó là loài bản địa của bồn địa Địa Trung Hải nhưng hiện nay phổ biến khắp thế giới. Nó tạo ra quan hệ cộng sinh với vi khuẩn Sinorhizobium meliloti, loài có khả năng cố định đạm.

## Hình ảnh

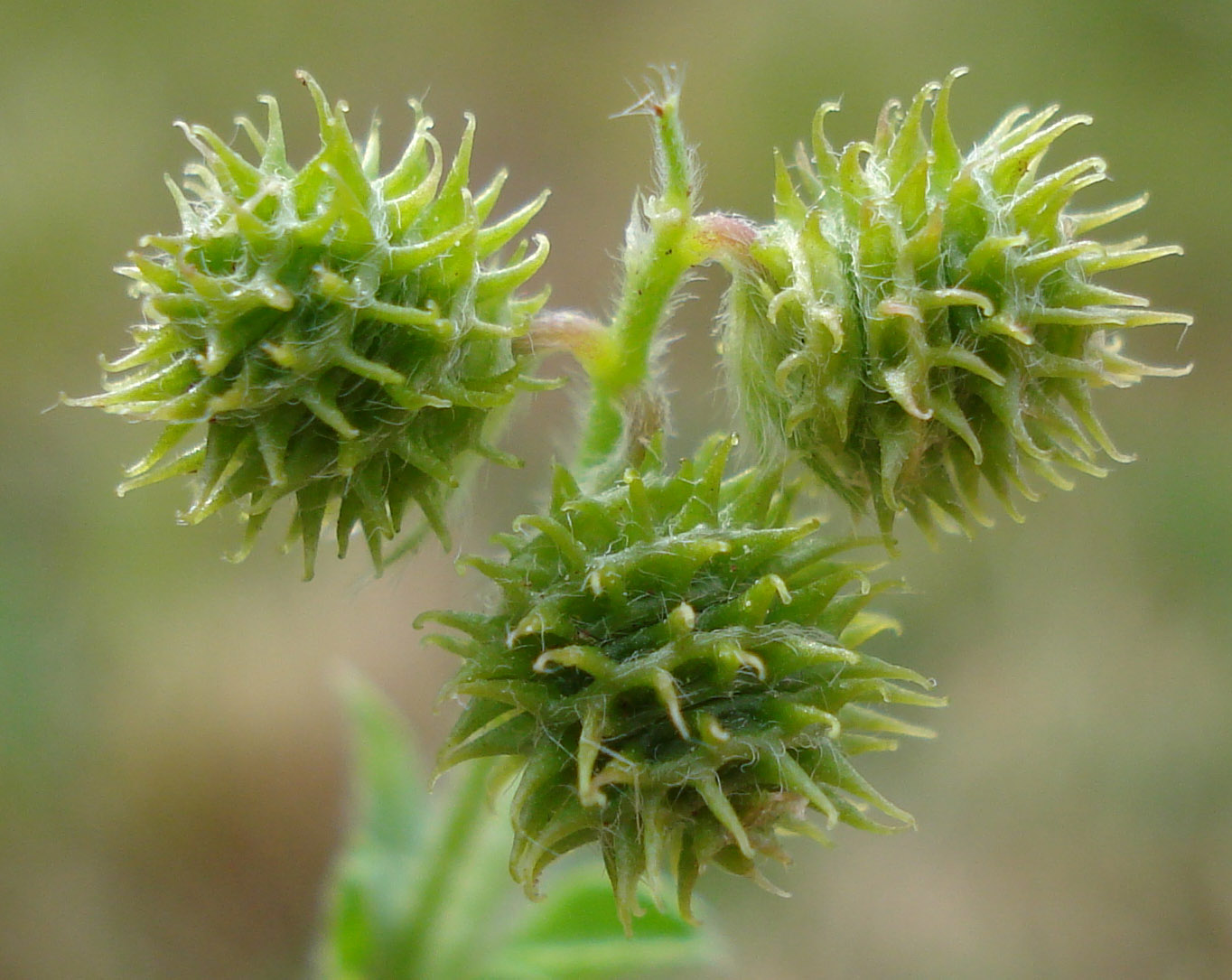
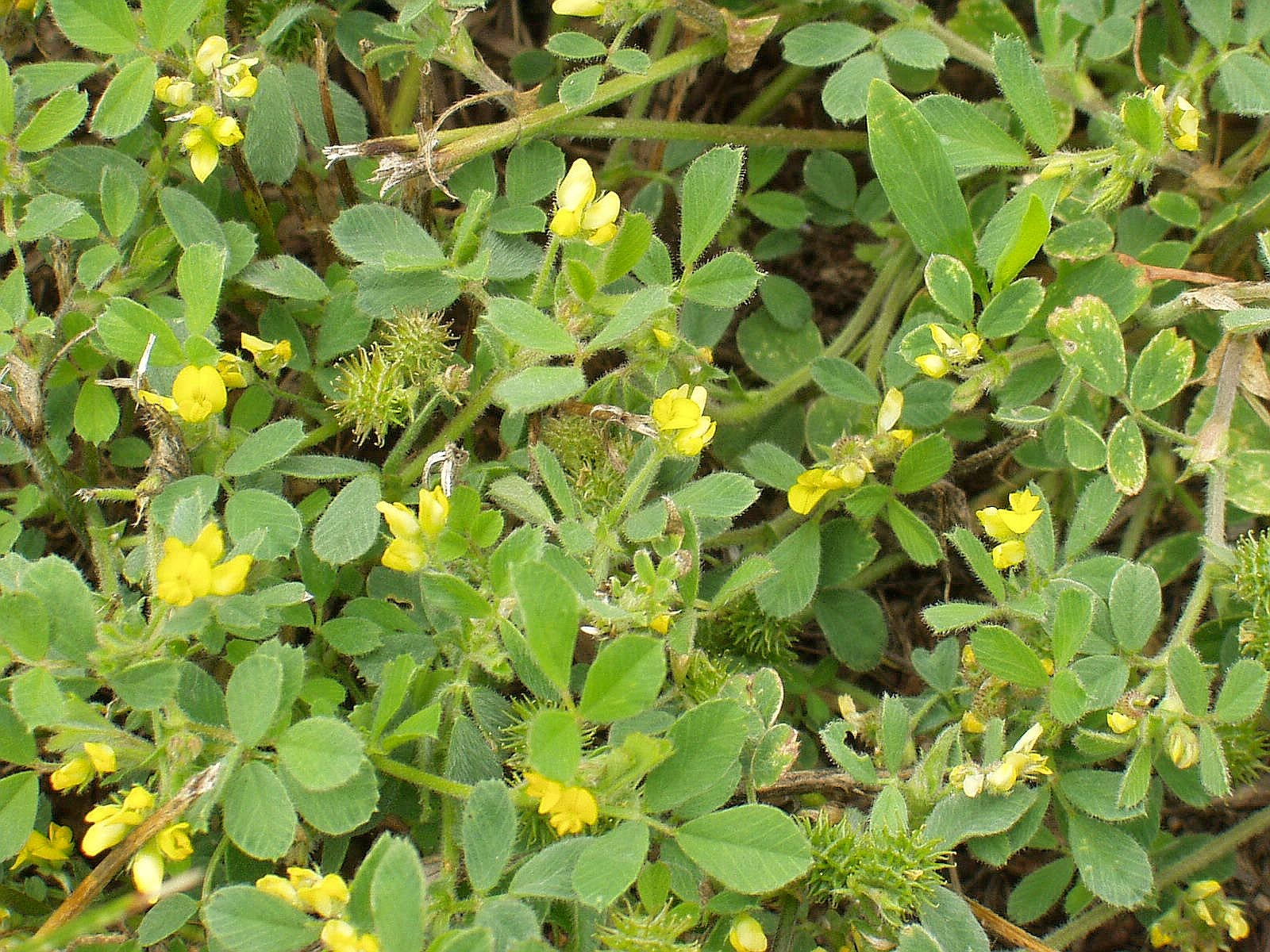
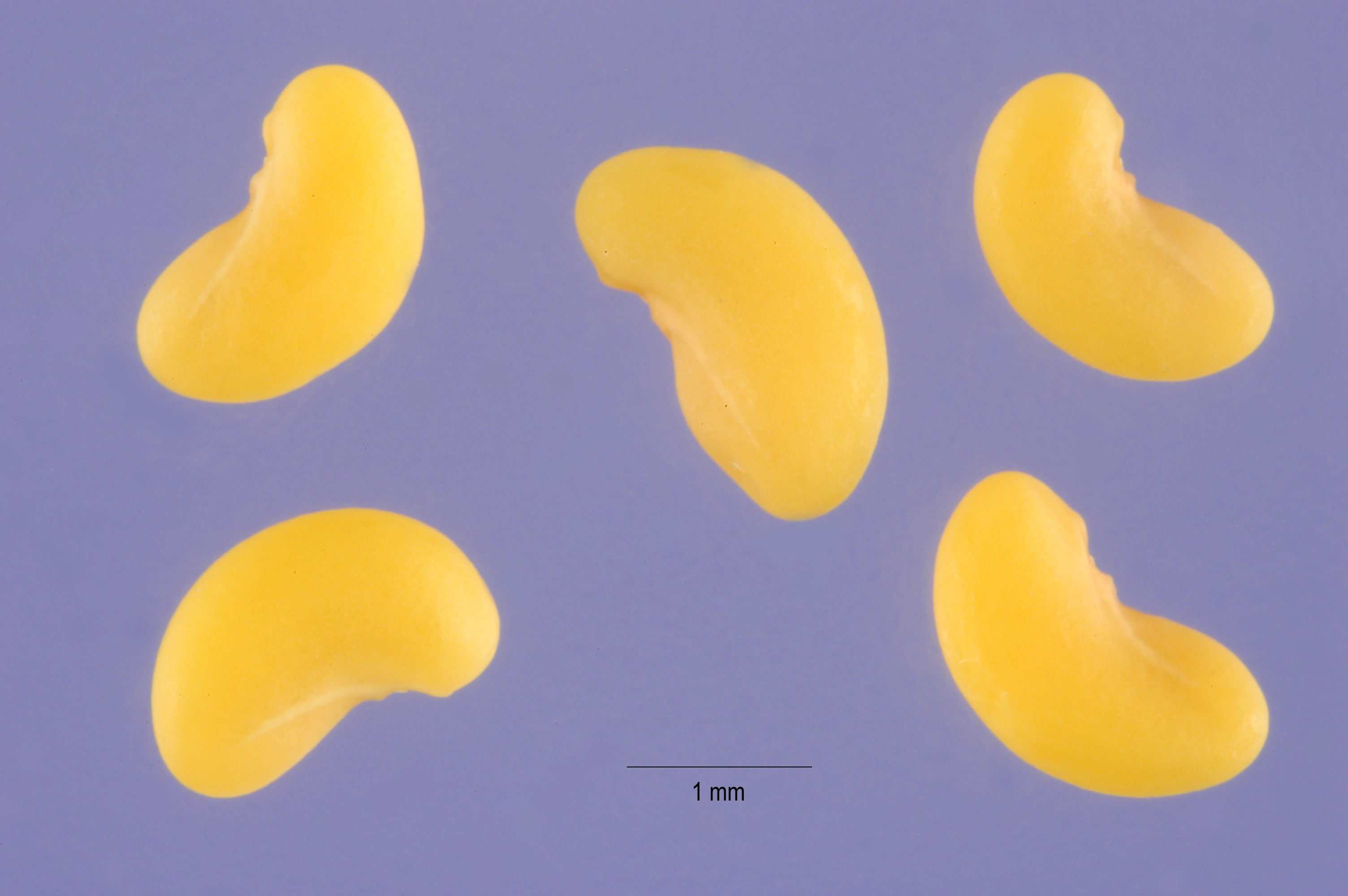
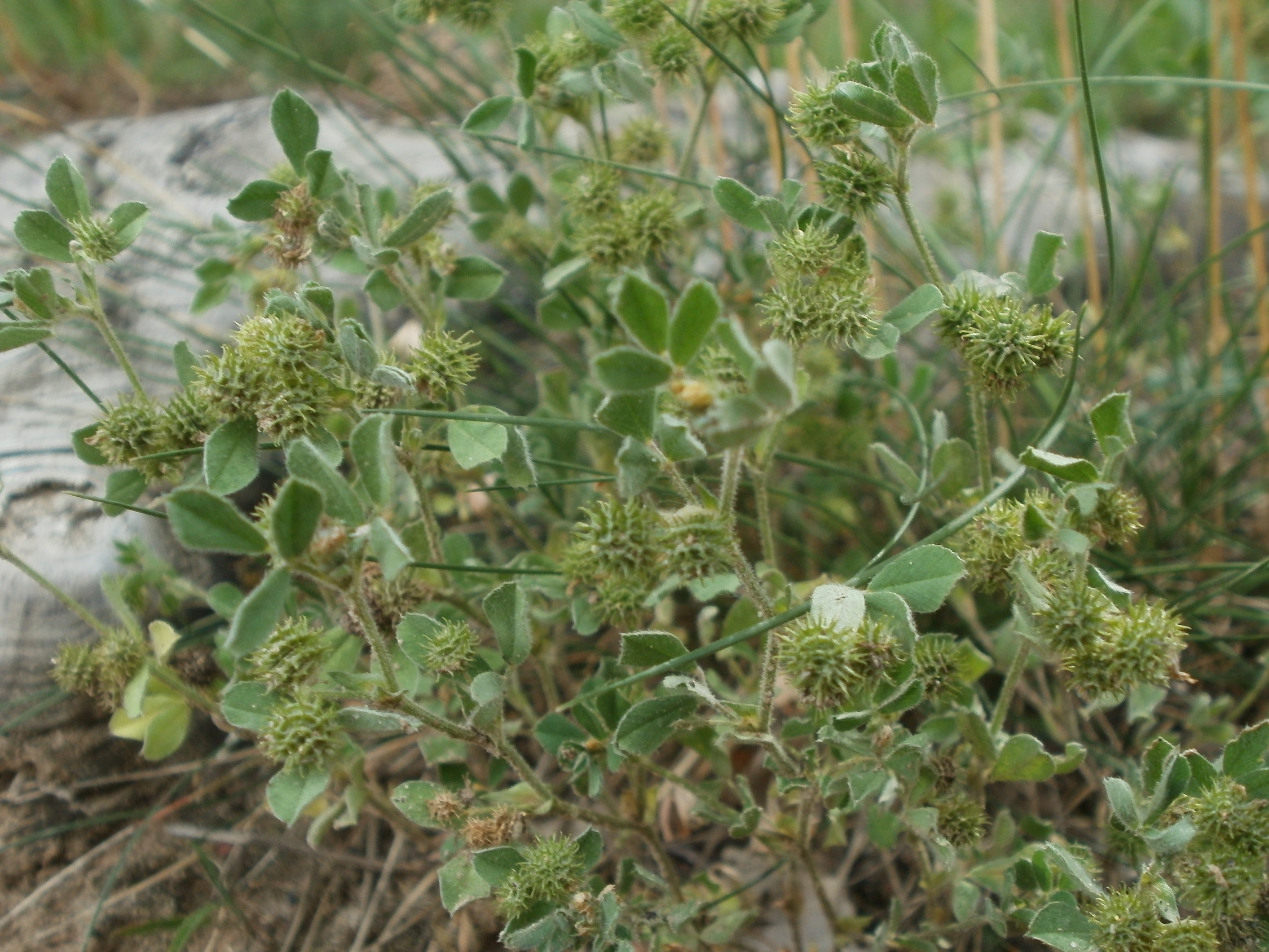